# کمربند قهرمانی جهانی ای‌ئی‌دبلیو
قهرمانی جهانی ای‌ئی‌دبلیو (به انگلیسی: AEW World Championship) یک کمربند قهرمانی کشتی کج حرفه‌ای است که توسط پروموشن آمریکایی ای‌ئی‌دبلیو ایجاد شده است. این عنوان که در ۲۵ مه ۲۰۱۹ رونمایی شد، بالاترین و معتبرترین کمربند قهرمانی این شرکت است. نخستین قهرمان این عنوان، کریس جریکو بود. قهرمان فعلی، «هنگ‌من» آدام پیج است که برای دومین بار قهرمان این عنوان شده است. او با شکست دادن جان ماکسلی در مسابقه مرگ در رویداد آل این: تگزاس به تاریخ ۱۲ ژوئیه ۲۰۲۵،‌ قهرمان شد.

## تاریخچه
شرکت کشتی حرفه‌ای آمریکایی ای‌ئی‌دبلیو در تاریخ  اول ژانویه ۲۰۱۹ تأسیس گردید و اولین پی‌پرویوی آن، دابل اور ناتینگ، برای ۲۵ مه برنامه‌ریزی شد. رونمایی از عنوان قهرمانی مردان جهان این شرکت اولین بار در کانال یوتیوب ای‌ئی‌دبلیو در ۲۲ می مطرح شد، جایی که جک وایتهال، بازیگر و کمدین، به طنز سعی کرد کمربند قهرمانی را مطرح کند، اما برای بیرون آوردن کمربند قهرمانی از کیسه‌اش به مشکل خورد. او متعاقبا فاش کرد که برنده کازینو بتل‌رویال در پیش نمایش دابل اور ناتینگ، در آینده‌ای نزدیک با برنده مین‌اونت این رویداد روبه‌رو خواهد شد تا نخستین قهرمان این عنوان مشخص شود. تونی خان، مدیرعامل اجرایی ای‌ئی‌دبلیو، تأیید کرد که از آنجایی که این سازمان تقسیم‌بندی وزنی نخواهد داشت، عنوان قهرمانی جهانی ای‌ئی‌دبلیو یک «عنوان قهرمانی سنگین‌وزن» نیست. با این حال، گاهی اوقات، این پروموشن، و همچنین کشتی‌گیران و گزارشگران ای‌ئی‌دبلیو، از آن به عنوان «قهرمانی سنگین‌وزن جهان ای‌ئی‌دبلیو» نیز یاد کرده‌اند.
برنده کازینو بتل‌رویال پیش نمایش رویداد دابل اور ناتینگ، «هنگ‌من» آدام پیج بود؛ در حالی که کریس جریکو، کنی امگا را در مین‌اونت شوی اصلی شکست داد و به مسابقه برای عنوان قهرمانی راه پیدا کرد. در طول این رویداد، اسطوره کشتی حرفه‌ای، برت هارت، از کمربند قهرمانی جهان ای‌ئی‌دبلیو رونمایی کرد. کمی پس از دابل اور ناتینگ، مسابقه قهرمانی بین پیج و جریکو برای پی‌پرویوی بعدی این شرکت با نام آل اوت در ۳۱ اوت برنامه‌ریزی شد. در آل اوت، جریکو، پیج را در مین‌اونت شکست داد و نخستین قهرمان عنوان جهانی ای‌ئی‌دبلیو شد. روز بعد، پلیس تالاهاسی گزارش داد که کمربند فیزیکی این عنوان از لیموزین جریکو در حالی که در حال سفر بود، دزدیده شده است؛ با این حال این کمربند در ۴ سپتامبر پیدا شد.

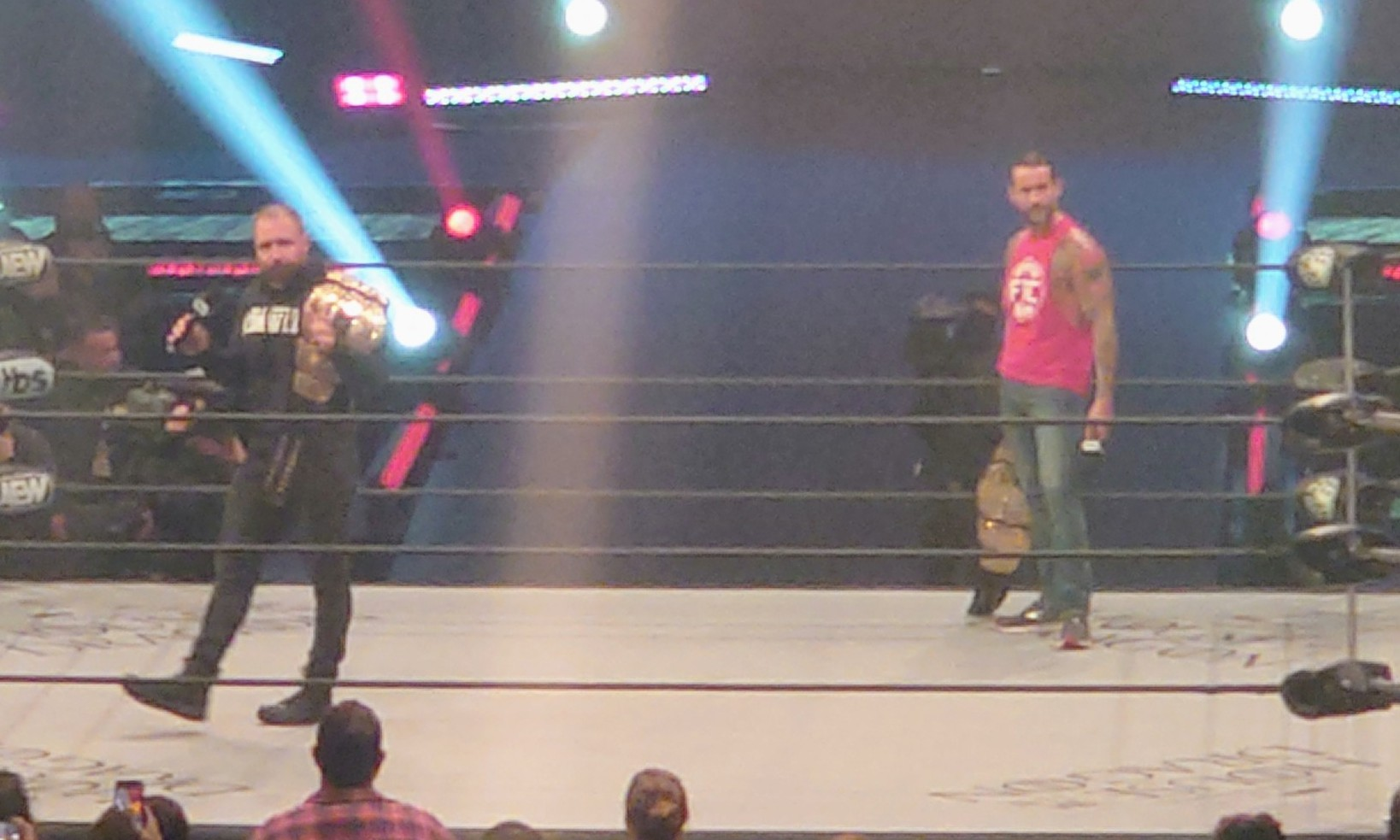
قهرمان موقت، جان ماکسلی (چپ) و قهرمان اصلی، سی‌ام پانک (راست) در شوی داینامایت به تاریخ ۱۷ اوت ۲۰۲۲؛ یک هفته پیش از تعیین قهرمان بی چون و چرای جهانی ای‌ئی‌دبلیو

در قسمت ۳ ژوئن ۲۰۲۲ از برنامه رمپیج، قهرمان وقت سی‌ام پانک که تنها چند روز قبل در دابل اور ناتینگ، عنوان قهرمانی را کسب کرده بود، اعلام کرد که مصدوم شده و نیاز به جراحی دارد. او در ابتدا می‌خواست از عنوان قهرمانی خود صرف نظر کند. با این حال، تونی خان تصمیم گرفت که یک قهرمان موقت تا زمان بازگشت پانک مشخص شود و پس از آن، پانک برای تعیین قهرمان بی چون و چرا با قهرمان موقت روبرو شود. برای تعیین قهرمان موقت، ای‌ئی‌دبلیو تورنومنت قهرمانی موقت جهان ای‌ئی‌دبلیو را ترتیب داد که در ۲۶ ژوئن با مسابقه‌ای در رویداد فوربیدن دور که مشترک با نیو ژاپن پرو-رسلینگ بود، به پایان می‌رسید. دو مسابقه اول در قسمت هشتم ژوئن از برنامه داینامایت برگزار شد. کازینو بتل رویال، آغازکننده شو بود که کایل اورایلی برنده آن شد. سپس اورایلی در مین‌اونت آن قسمت با نفر اول جدول کشتی‌گیران ای‌ئی‌دبلیو، جان ماکسلی، روبرو شد که ماکسلی برنده شد. مسابقه سوم در ۱۲ ژوئن در رویدادی از ان‌جی‌پی‌دبلیو بین هیروشی تاناهاشی و هیروکی گوتو برگزار شد که تاناهاشی برنده شد. در ابتدا قرار بود تاناهاشی پیش از مصدومیت پانک، در فوربیدن دور برای کسب عنوان قهرمانی با پانک روبرو شود. در فوربیدن دور، ماکسلی، تاناهاشی را شکست داد و قهرمان موقت عنوان جهانی ای‌ئی‌دبلیو شد. پانک در اوایل ماه اوت بازگشت و در قسمت ۲۴ اوت داینامایت در مسابقه‌ای برای تعیین قهرمان بی چون و چرا، توسط ماکسلی شکست خورد.
در جریان نشست رسانه‌ای پس از رویداد آل اوت در ۵ سپتامبر، سی‌ام پانک که به تازگی برای دومین بار، قهرمان عنوان جهانی ای‌ئی‌دبلیو در این پی‌پرویو شده بود، پس از اظهارات تندی که در مورد معاونان اجرایی این شرکت، یعنی د الیت (کنی امگا، مت جکسون و نیک جکسون) در طول نشست بیان کرده بود، در پشت صحنه با آنها درگیر شد. در نتیجه، تونی خان، رئیس ای‌ئی‌دبلیو، همه افراد درگیر را به حالت تعلیق درآورد. در قسمت ۷ سپتامبر داینامایت، خان اعلام کرد که هر دو عنوان قهرمانی جهان و قهرمانی سه‌گانه تگ تیم که د الیت قهرمانانش بودند، بلاصاحب شده‌اند. سپس خان اعلام کرد که یک تورنمنت برای تعیین قهرمان جدید عنوان قهرمانی جهانی ای‌ئی‌دبلیو برگزار خواهد شد. تورنمنت از همان قسمت آغاز شد و در قسمت‌های داینامایت و رمپیج تا پایان آن در داینامایت: گرند اسلم در ۲۱ سپتامبر ادامه یافت. رقبای این تورنمنت شامل برایان دنیلسون، «هنگ‌من» آدام پیج، سمی گوارا، داربی الن، کریس جریکو و جان ماکسلی بودند. در فینال مسابقات در گرند اسلم، ماکسلی موفق به شکست دنیلسون شد و برای سومین بار، قهرمان این عنوان شد.

### «قهرمان واقعی جهان»

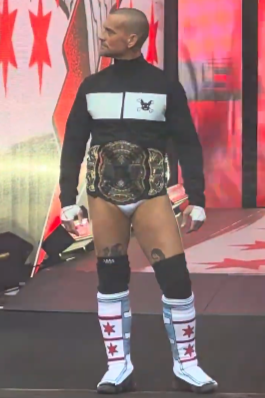
۲ بار قهرمان جهان ای‌ئی‌دبلیو، سی‌ام پانک به همراه «کمربند قهرمانی واقعی جهان» در آل این ۲۰۲۳

سی‌ام پانک برای اولین قسمت از برنامه کالیژن در ۱۷ ژوئن ۲۰۲۳ به ای‌ئی‌دبلیو بازگشت. در طول پرومو، او یک کیف قرمز در دست داشت که آن را حاوی «چیزی که هرگز از دست نداده» توصیف کرد. ماه بعد، پانک از محتویات کیف رونمایی کرد که عنوان قهرمانی جهانی ای‌ئی‌دبلیو بود که در پی‌پرویوی آل اوت ۲۰۲۲ برنده شده بود. او متعاقبا خود را «قهرمان واقعی جهان» نامید زیرا هرگز برای این عنوان شکست نخورده بود و سپس یک حرف X سیاه روی کمربند اسپری کرد (X نمادی بود که پانک در طول دوران حرفه‌ای خود با اشاره به سبک زندگی استریت اج خود از آن استفاده می‌کرد، هم‌چنین با اسپری کردن حرف E وسط کمربند، اشاره‌ای به درگیری‌اش با د الیت نیز داشت). در حالی که «قهرمانی واقعی جهان» توسط ای‌ئی‌دبلیو به رسمیت شناخته نشد، پانک در برنامه‌های ای‌ئی‌دبلیو از این عنوان دفاع کرد. با این حال، پس از یک درگیری در پشت صحنه در حین رویداد آل این در ۲۷ اوت، قرارداد پانک فسخ شد و متعاقبا «قهرمانی واقعی جهان» نیز کنار گذاشته شد. پانک نیز چند ماه بعد و در جریان رویداد سروایور سریز ۲۰۲۳، به دبلیودبلیوئی برگشت و با این پروموشن قرارداد بست.

## قهرمانان
تا تاریخ ۱۲ اوت ۲۰۲۵،  در چهارده دوره مسابقات، 9 قهرمان معرفی شدند؛ همچنین این عنوان یک بار بدون  مشخص شدن عنوان و یک بار دارای قهرمان موقت بوده است. کریس جریکو نخستین دارنده این عنوان بود. جان ماکسلی با چهار دوره قهرمانی بیشترین تعداد قهرمانی را دارد و همچنین یک بار در اواسط سال ۲۰۲۲ به عنوان قهرمان موقت در زمان مصدومیت قهرمان اصلی، سی‌ام پانک، شناخته شد (قهرمانی موقت ماکسلی به عنوان یکی از دوره‌های قهرمانی او به رسمیت شناخته نمی‌شود). طولانی‌ترین دوره قهرمانی این عنوان در دست ام‌جی‌اف با ۴۰۶ روز قهرمانی است، در حالی که دومین دوره قهرمانی پانک با ۳ روز کوتاه‌ترین دوره قهرمانی است. جریکو مسن‌ترین قهرمان است که در ۴۸ سالگی این عنوان را به دست آورد، در حالی که ام‌جی‌اف جوان‌ترین قهرمان است که در ۲۶ سالگی آن را به دست آورد.
| † | قهرمان کنونی |

| ردیف | نام قهرمان         | تعداد دفعات قهرمانی | تعداد روزهای جمعی قهرمانی |
| ---- | ------------------ | ------------------- | ------------------------- |
| ۱    | جان ماکسلی         | ۴                   | ۶۲۰                       |
| ۲    | ام‌جی‌اف             | ۱                   | ۴۰۶                       |
| ۳    | کنی امگا           | ۱                   | ۳۴۶                       |
| ۴    | «هنگ‌من» آدام پیج † | ۲                   | +۲۳۶                      |
| 5    | کریس جریکو         | ۱                   | ۱۸۲                       |
| ۶    | سرو استریکلند      | ۱                   | ۱۲۶                       |
| ۷    | ساموآ جو           | ۱                   | ۱۱۳                       |
| ۸    | سی‌ام پانک          | ۲                   | ۹۰                        |
| ۹    | برایان دنیلسون     | ۱                   | ۴۸                        |